# Loretta de Briouze
Loretta de Briouze, Countess of Leicester (unsicher: † 4. März 1266) war eine englische Adlige und Einsiedlerin.
Loretta entstammte der anglonormannischen Familie Braose. Sie war eine Tochter von William de Braose, 4. Baron of Bramber und von dessen Frau Maud de St Valery. Ihr Vater war  ein mächtiger Baron mit umfangreichen Besitzungen in den Welsh Marches und in Südengland. Loretta heiratete 1196 Robert de Beaumont, 4. Earl of Leicester. Als Mitgift erhielt sie von ihrem Vater das Gut von Tawstock bei Barnstaple in Devon. Ihr Mann, ein mächtiger Magnat und Teilnehmer des dritten Kreuzzugs, starb 1204, die Ehe war kinderlos geblieben. Zwei Schwestern ihres Mannes und deren Ehemänner erbten seine Güter, nach längeren Verhandlungen erhielt Loretta als Wittum Ländereien in Hampshire, Berkshire und Dorset, aus denen sie jährliche Einkünfte in Höhe von £ 140 bezog.
Ende 1207 verlor ihr Vater die Gunst von König Johann Ohneland, der in der Folge ihren Vater verfolgte und ins Exil trieb, wo er 1211 starb. Der Zorn des Königs traf ihre gesamte Familie, auch ihre Mutter und ihren Bruder, die 1210 im Kerker des Königs starben. Auch Loretta geriet in das Visier des Königs, der ihr im November 1207 das Versprechen abzwang, nicht ohne seine Erlaubnis erneut zu heiraten. Sie zog sich daraufhin nach Frankreich zurück, worauf ihre Ländereien vom König besetzt wurden. Vor 1214 war sie nach England zurückgekehrt, wobei sie ihr Versprechen erneuern musste, nicht ohne Erlaubnis des Königs erneut zu heiraten, worauf sie ihre Güter zurückerhielt. Später stiftete sie dem Schwesternhaus des Johanniterordens in Buckland Sororum Ländereien bei Tawstock (Somerset). Unter dem Einfluss von Erzbischof Stephen Langton von Canterbury legte Loretta zwischen 1219 und 1221 ein Keuschheitsgelübde ab und lebte fortan, zusammen mit zwei weiteren Frauen, als Einsiedlerin in Hackington bei Canterbury. Dabei setzte sie sich für die Armen ein und förderte den Franziskanerorden, der um diese Zeit seine ersten Niederlassungen in England gründete. Noch am 29. April 1265 wurde während des Zweiten Kriegs der Barone von Simon de Montfort, ein Enkel eines ihrer Schwägerinnen, aufgesucht, der ihren Rat zu der Frage nach den Rechten und Privilegien des Stewards of England suchte, ein Amt, das Montfort als Erbe ihres Ehemanns innehatte.
Loretta starb am 4. März, wobei ihr Todesjahr unsicher ist. Sie wurde in der Kirche St Stephen in Hackington beigesetzt. Auch ihre verwitwete Schwester Annora lebte ab 1232 als Einsiedlerin bei Iffley in Oxfordshire.